# 中国航海日
中国航海日，是由中华人民共和国国务院于2005年5月批准的一项纪念日。国务院决定自2005年起每年7月11日定为的航海日，同时作为世界海事日在中国的实施日期。
2005年7月11日是明朝航海家郑和下西洋十甲子600周年的纪念日，因此有了上述决定。同时还决定在上海兴建综合性航海博物馆──中国航海博物馆，并且于每年航海日免费向公众开放。2014年航海日首次发布中国航海日公告，呼吁社会各界对航海事业发展给予更多的关注和支持。
航海日是由中华人民共和国政府主导，全民参加的法定纪念日活动。设立此纪念日的初衷在于：纪念郑和下西洋；宣传、发扬海事工作；加快中国海洋事业发展。

## 历年主题
- 2005年 热爱祖国、睦邻友好、科学航海
- 2006年 爱我蓝色国土，发展航海事业
- 2007年 落实科学发展观，构建海洋和谐
- 2008年 中国航海－改革开放30年暨国际海事组织－为海运服务60年
- 2009年 庆祝新中国60周年·迎接航海新挑战
- 2010年 海洋 海峡 海员
- 2011年 兴海护海 舟行天下
- 2012年 感知郑和 拥抱海洋
- 2013年 通江达海 兴海强国
- 2014年 大航海 新丝路
- 2015年 新絲路引領新常態 航海夢共築中國夢
- 2016年 建安全高效綠色航運 助海上絲路創新發展
- 2019年 推动航运业高质量发展 为航运界女性增权赋能

## 历届论坛举办城市
- 第一届 北京
- 第二届 上海
- 第三届 山东青岛
- 第四届 江苏太仓
- 第五届 辽宁大连
- 第六届 福建泉州
- 第七届 浙江舟山（浙江舟山群岛新区）
- 第八届 江苏南京
- 第九届 江苏南通
- 第十届 山东日照
- 第十一届 浙江宁波
- 第十二届 浙江宁波